# Jordi Teixidor i Martínez
Jordi Teixidor i Martínez (Barcelona, 16 de juliol de 1939 - 16 de març del 2011) va ser un dramaturg català. L'any 1968 guanyà el Premi Josep Maria de Sagarra amb l'obra El retaule del flautista, estrenada l'any 1970 i que arribà a superar les mil representacions consecutives. Al 1971, la representació de la versió castellana de l'obra a Madrid fou prohibida per l'autoritat governativa franquista l'endemà de l'estrena al Teatro Victoria.
Teixidor va néixer poc abans que la seva família s'hagués d'exiliar a França en acabar la Guerra Civil. Va fer els estudis primaris a Periguers (Aquitània) i va tornar a Catalunya l'any 1950, on continuà estudiant al Lycée Français de Barcelona fins al 1953. Després feu estudis de comptabilitat, dibuix, pintura i finalment de decoració publicitària.
El 1963 va fundar el grup de teatre independent El Camaleó, juntament amb el seu germà Ramon i Francesc Candel, entre d'altres. Es guanyà la vida de moltes formes, entre les quals la d'autor teatral. Tingué dues filles i tres netes.
Escriví una vintena d'obres de teatre, feu adaptacions i traduccions teatrals, i també conreà altres gèneres, com la narració i l'assaig. Fou director, actor i autor a l'Institut del Teatre. Es va iniciar com a dramaturg en alguns grups independents de la rodalia de Barcelona. Les seves peces teatrals han estat representades en diversos teatres de Barcelona, com el Poliorama, la Sala Beckett o el Villarroel. Al llarg de la seva carrera va rebre el premi Ignasi Iglésias de teatre en tres ocasions, el premi Ciutat de Granollers en dues ocasions, el premi Ciutat de València - Eduard Escalante, el premi Crítica Serra d'Or i el premi Xavier Fàbregas d'investigació i assaig sobre les arts de l'espectacle.
El 16 de març de 2011 Teixidor morí a Barcelona a l'edat de 71 anys a causa d'una parada cardiorespiratòria.

## Obra
Teatre
- Un fèretre per Artur (1965)
- El retaule del flautista (1970). Premi Josep Maria de Sagarra de teatre, (1968).
- Mecano-Xou (1972)
- La jungla sentimental (1975).
- Dispara, Flanagan (1976). Premi de teatre Ciutat de Granollers, (1975).
- Rebombori-2 (1978)
- El drama de les camèlies o el mal que fa el teatre (1984). Premi de teatre Ciutat de Granollers, (1981).
- Rují, sobre textos de Juli Vallmitjana. Estrenada per La Sínia teatre.
- David, rei (1986). Premi Ignasi Iglésias, (1985).
- La ceba. Premi Ciutat de València - Eduard Escalante de teatre, (1987).
- Residuals (1988). Premi Ignasi Iglésias, Premi Crítica Serra d'Or, (1988).
- El pati (1992).
- Magnus. Premi Ignasi Iglésias, (1992).
- Führer (2001).

Assaig
- El drama, espectacle i transgressió. Premi Xavier Fàbregas, 1988
- L'estructura del drama clàssic (2002).

Narrativa
- Marro (1988).
- A.B. Magnus (1995).
- Cromos. Històries de Barcelona (2000).

Altres
- Manual de la rima (2005).